# 白色聖誕節
白色聖誕節（White Christmas）是作曲家歐文·柏林為音樂電影假期飯店（Holiday Inn）所作的一首聖誕歌曲，發行於1942年。最早的原唱是平·克勞斯貝，並被無數次翻唱為其他版本。
克勞斯貝的《白色聖誕節》版本是史上最暢銷的實體單曲，在全球售出超過5,000萬張。《白色聖誕節》在第15屆奧斯卡頒獎典禮獲得最佳原創歌曲。

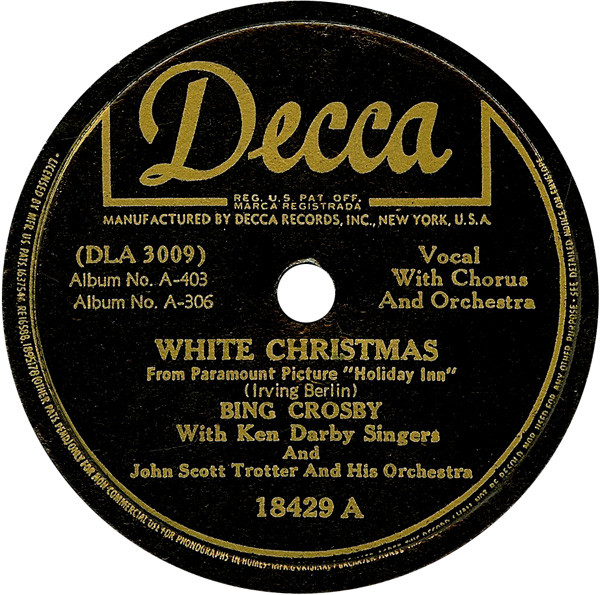
《白色聖誕節》實體唱片，迪卡唱片發行